# SN 2001km
SN 2001km – supernowa typu Ia odkryta 15 lutego 2001 roku w galaktyce A091138-0042. W momencie odkrycia miała maksymalną jasność 18,40m.